# 王甫 (東漢)
王甫（?—179年），東漢灵帝時的宦官。

## 生平
汉灵帝即位時年幼，窦太后把持朝政，拜竇武為大將軍。陳蕃欲迫殺所有宦官，窦太后不肯。於是竇武自行撤換黃門令，安插自己親信山冰。後來曹節與十七名宦官，共同矫诏，以長樂食監王甫为黃門令。他们合力控制董太后、靈帝，命尚書草詔書放鄭颯及拘捕竇武，竇武兵败自殺，窦太后被幽禁。事后，王甫迁中常侍，黄门令如故。
建宁五年（172年）六月初十，窦太后去世，曹节、王甫仇恨窦武，提出以贵人之礼安葬窦太后及改以冯贵人配享汉桓帝，因廷尉陈球、太尉李咸等力争而未果。曹节、王甫等人又诬陷桓帝的弟弟勃海王刘悝谋反。刘悝死后，朝廷以功封者十二人，王甫封冠军侯。汉灵帝的皇后宋氏是刘悝王妃宋氏的侄女，王甫怕宋皇后事后报复，与太中大夫程阿共同构陷宋皇后，致她被废。
光和二年（179年），王甫休沐里舍。著名的酷吏陽球任司隶校尉，将王甫及中常侍淳于登、袁赦等党羽下狱。王甫及子王萌在受到残酷的拷打之后死于杖下，磔王甫尸体于夏城门，张榜示曰“贼臣王甫”。另一子王吉亦死于洛阳狱中。

## 家族
- 弟王智，五原太守。
- 子王萌，永樂少府。
- 子王吉，沛相。